# Wierchniepotapow
Wierchniepotapow (ros. Верхнепотапов) – chutor w Rosji, w obwodzie rostowskim, w rejonie konstantinowskim. W 2010 liczył 405 mieszkańców.